# Jaro Truntschka
Jaroslav „Jaro“ Truntschka (* 2. März 1928 in der Tschechoslowakei; † 26. Februar 2013 in Landshut) war ein deutscher Eishockeyspieler und -trainer.

## Spielerkarriere
Jaro Truntschka, der Vater von Gerd und Bernd Truntschka, war Gründungsmitglied des EV Landshut und maßgeblich an der frühen Erfolgsgeschichte des EVL beteiligt. In 318 Spielen schoss Jaroslav 355 Tore und war nach seiner sportlichen Karriere noch achtzehn Jahre für den Verein tätig. Bei 30 absolvierten Erstliga-Spielen erzielte er 9 Tore für den EV Landshut. Sein größter Erfolg war die Oberliga-Meisterschaft 1963 und der damit verbundene Aufstieg in die 1. Eishockey-Bundesliga. Von Nov. 1970 bis 1971/72 trainierte er die Herrenmannschaft des EV Landshut und von 1975 bis 1978, 1980 bis 1984 das Juniorenteam des EVL, mit dem er 3 × die Deutsche Junioren-Meisterschaft gewinnen konnte.

### Stationen
Beim EV Landshut
| - Als Spieler - 1948 bis 1957: Landesliga Bayern (2. Liga) - 1957 bis 1958: Eishockey-Oberliga (1. Liga) - 1958 bis 1963: Eishockey-Oberliga (2. Liga) - 1963 bis 1964: 1. Eishockey–Bundesliga | - Als Trainer - Nov. 1970 bis 1972 Cheftrainer des EVL - 1975 bis 1978 Junioren - 1980 bis 1984 Junioren (Bundesliga) |  |

## Erfolge
| - Aufstieg in die 1. Eishockey-Bundesliga 1963 - Aufstieg in die Eishockey-Oberliga (1. Liga) 1957 - Deutscher Oberliga-Meister (2. Liga) 1962, 1963 - Deutscher Oberliga-Vizemeister (2. Liga) 1960, 1961 | - Meister Aufstieggruppe Süd zur Oberliga 1957 - Bayerischer Landesliga-Meister (2. Liga) 1957 - 5-facher Landesliga-Vizemeister (2. Liga) |  |

### Als Trainer
- Deutscher Juniorenmeister 1981, 1982, 1984

### Ehrung
In Anerkennung seiner Verdienste um den EV Landshut wird die Trikotnummer 4 durch den Verein nicht mehr vergeben.